# Groveport
Groveport és una població dels Estats Units a l'estat d'Ohio. Segons el cens del 2000 tenia 3.865 habitants.

## Demografia
Segons el cens del 2000, Groveport tenia 3.865 habitants, 1.575 habitatges, i 1.080 famílies. La densitat de població era de 186,5 habitants/km².
Dels 1.575 habitatges en un 31,1% hi vivien nens de menys de 18 anys, en un 52,6% hi vivien parelles casades, en un 11,7% dones solteres, i en un 31,4% no eren unitats familiars. En el 26% dels habitatges hi vivien persones soles el 9,5% de les quals corresponia a persones de 65 anys o més que vivien soles. El nombre mitjà de persones vivint en cada habitatge era de 2,45 i el nombre mitjà de persones que vivien en cada família era de 2,94.
Per edats la població es repartia de la següent manera: un 24% tenia menys de 18 anys, un 8,4% entre 18 i 24, un 32% entre 25 i 44, un 23,5% de 45 a 60 i un 12,1% 65 anys o més.
L'edat mediana era de 37 anys. Per cada 100 dones de 18 o més anys hi havia 89,8 homes.
La renda mediana per habitatge era de 43.102 $ i la renda mediana per família de 51.525 $. Els homes tenien una renda mediana de 32.133 $ mentre que les dones 27.353 $. La renda per capita de la població era de 19.576 $. Aproximadament el 3,2% de les famílies i el 5,9% de la població estaven per davall del llindar de pobresa.

## Poblacions més properes
El següent diagrama mostra les poblacions més properes.